# Ligne de Châtelaine (bif) à la frontière vers Bellegarde
La ligne de Châtelaine (bif) à la frontière vers Bellegarde est une ligne de chemin de fer suisse qui relie Genève à la frontière française vers Lyon.
Elle est empruntée par les trains à destination de la France (TGV, Fret, TER Rhône-Alpes) et une desserte péri urbaine entre Genève et La Plaine ou Bellegarde.
Bien qu'elle soit la propriété des CFF elle était équipée au standard français. Jusqu'en 2014 la ligne était électrifiée en 1500 V continu et BAL SNCF.
Dans le cadre du projet Léman Express, la ligne a été ré-électrifiéé en 25 kV - 50 en même temps que la section Bellegarde - La Plaine de la ligne de Lyon-Perrache à Genève (frontière) en France. La signalisation a également été changée et mise au standard européen (ETCS 1).

## Histoire

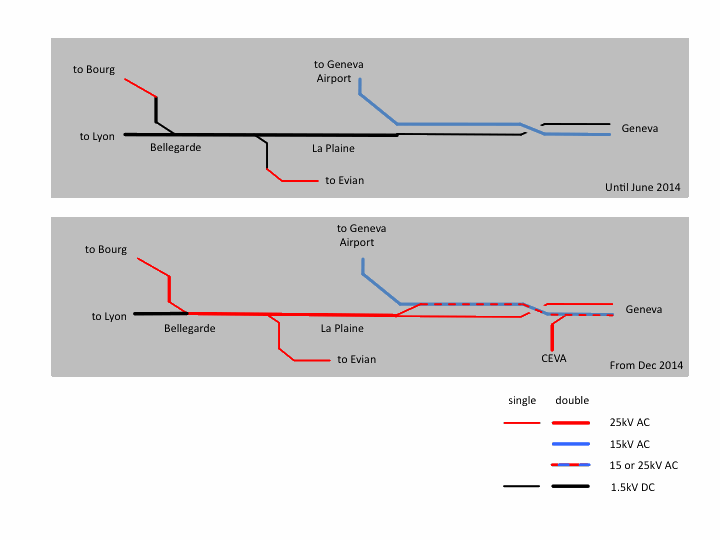
Schéma résumant les évolutions liées à la ré-électrification en 2014 et à la suppression du goulot d'étranglement vers la bifurcation de Châtelaine.

La ligne est mise en service le 18 mars 1858 et était à l'origine concédée à la compagnie des chemins de fer de Paris à Lyon et à la Méditerranée (PLM) comme une section de la ligne de Lyon-Perrache à Genève (frontière).
Le 18 juin 1909, une convention internationale entre la France et la Suisse est signée et permet au canton de Genève de racheter la section entre La Plaine et Genève-Cornavin. Cette convention est approuvée en France par une loi le 28 décembre 1909 et est promulguée par décret le 19 janvier 1910. Le canton procède au rachat de la section avec effet au 1er janvier 1913. Ce rachat donne lieu à une convention entre le PLM et les chemins de fer fédéraux suisses, afin que les trains en provenance de France puisse atteindre la gare de Genève-Cornavin.
La ligne est électrifiée en 1500 volts courant continu dans les années 1950, la mise en service a lieu le 20 septembre 1956. Le train automoteur CFF utiliée sur cette ligne était une BFe 4/4 881 avec une voiture de commande ABtü 981.

Le train BFe 4/4 881

La création de la gare de Genève-Aéroport en 1987 nécessite de modifier la ligne : les deux voies principales à ciel ouvert sont ré-électrifiées en 15 kV 16,7 Hz pour le trafic CFF à destination de l'aéroport, le trafic SNCF utilise un nouveau tronçon à voie unique passant en dessous, le tunnel de Châtelaine. Des jonctions de secours sont prévues, avec sections de séparation, entre 1500 V continu, et 15 kV alternatif, en cas d'incident sur voies CFF ou dans le tunnel de Châtelaine.
Le 15 juillet 2014, mise hors tension de la ligne avec la fin définitive de la tension 1500 V à Genève, la ligne est ré-électrifiée le 25 août en 25 000 V ~ 50 Hz, moyennant six semaines de fermeture complète, en vue de la mise en service du CEVA et du Léman Express,. La bifurcation vers Genève aéroport est également modifiée afin d'éliminer le goulot d’étranglement de la voie unique entre la bifurcation et la gare de Vernier.

## Exploitation

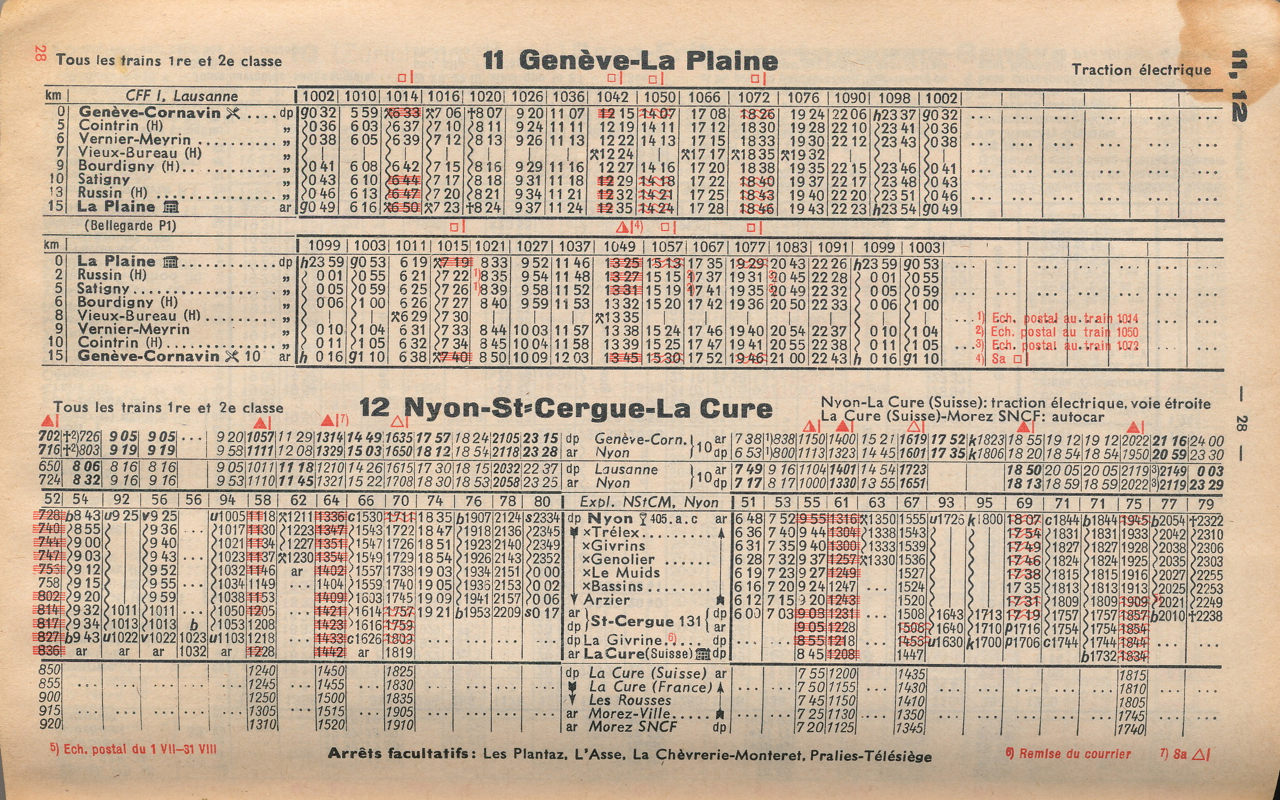
Horaire de la ligne du 29 septembre 1963 au 30 mai 1964.

Au départ et à l'arrivée de Genève, la ligne voit transiter les trains Genève - Paris de Genève qui poursuivent en France via la gare de Bellegarde et la ligne du Haut-Bugey, et les trains Genève - Chambéry - Grenoble - Valence qui passent par Culoz via Bellegarde.
Un train Regio relie Genève à La Plaine, ce train fut nommé Rhône Express Régional de 1994 et 2014 et exploité à l'aide d'un matériel particulier, les CFF Bem 550.

## Galerie

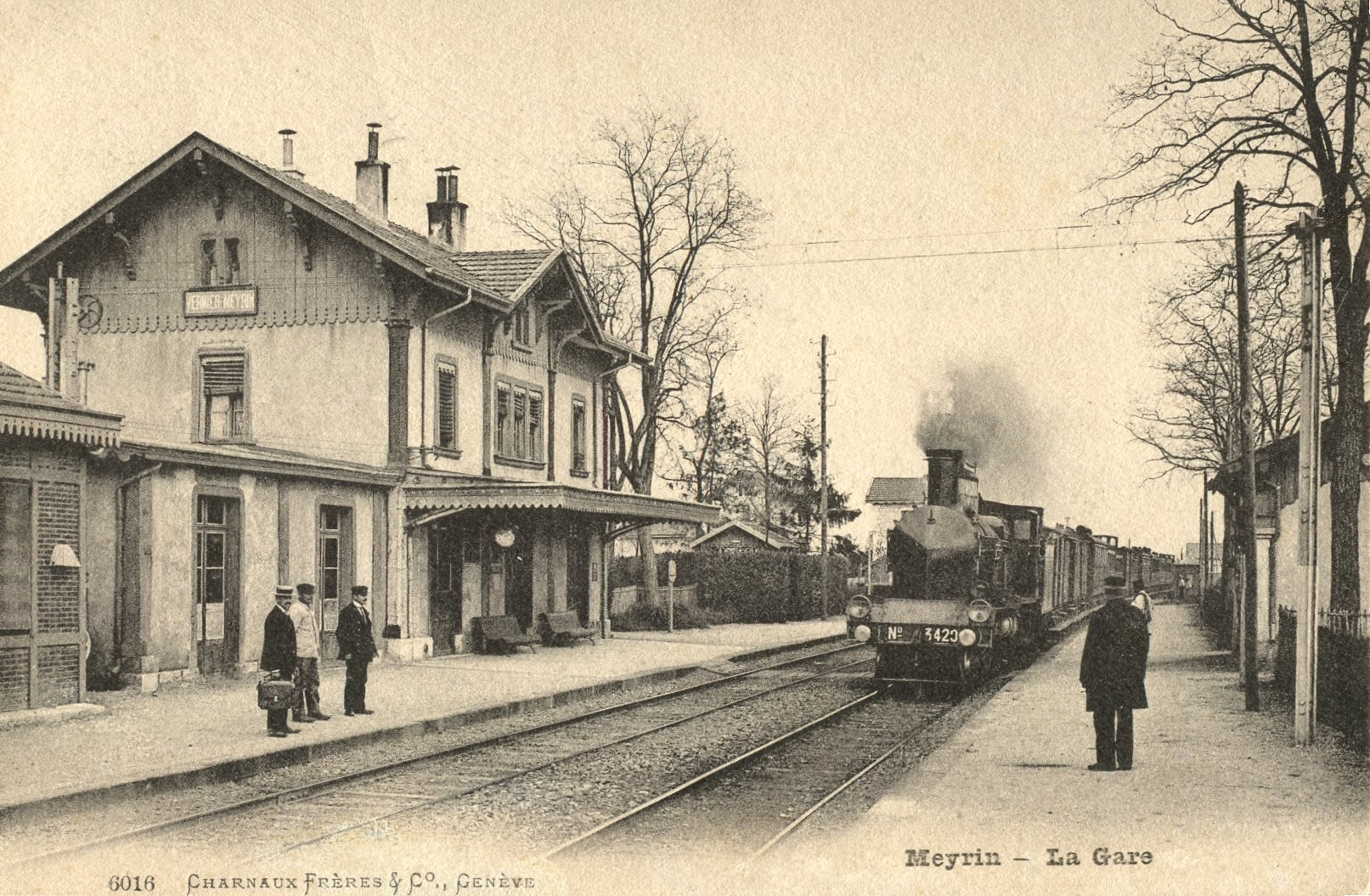
Gare de Vernier-Meyrin en 1907
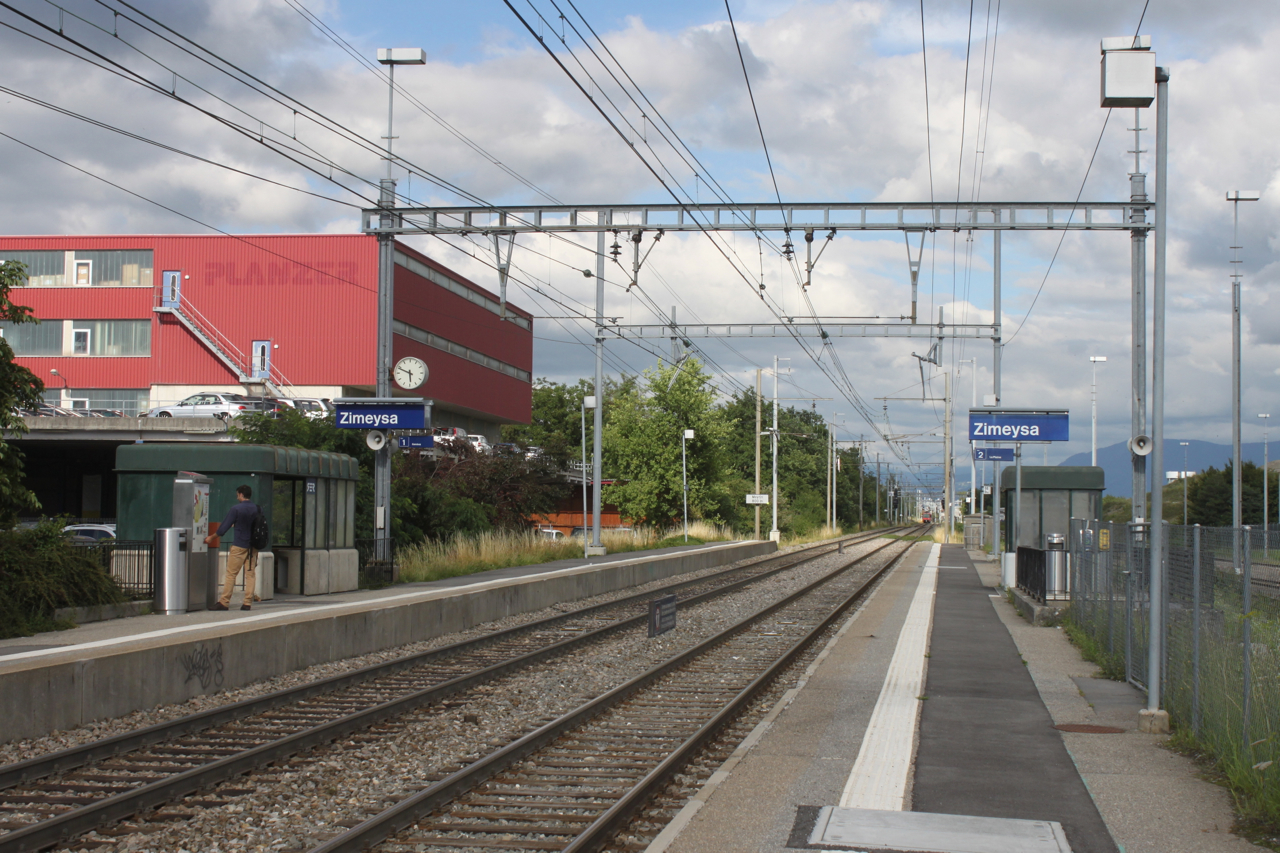
Gare de Zimeysa en 2014
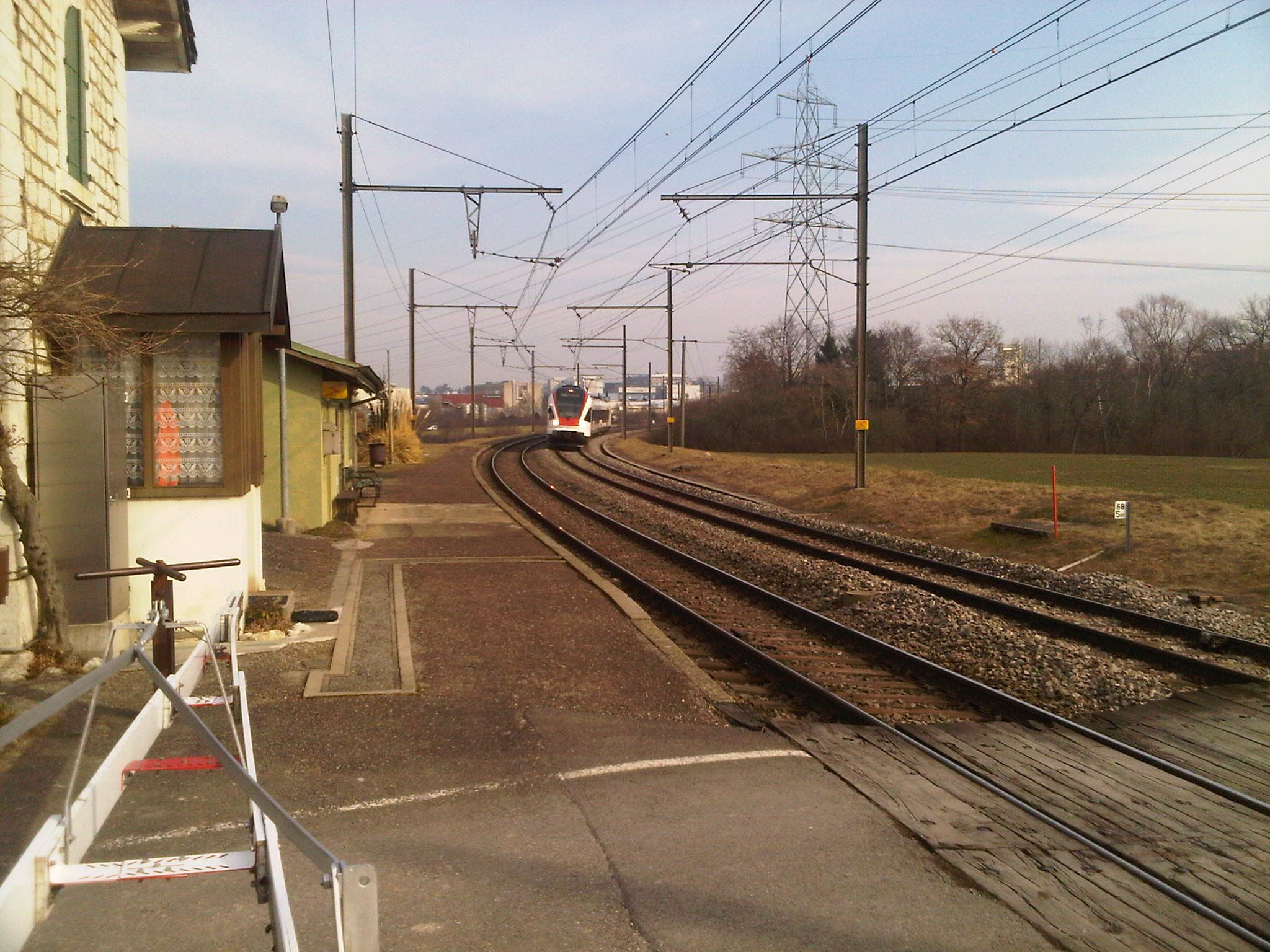
Ancienne gare de Bourdigny en 2011
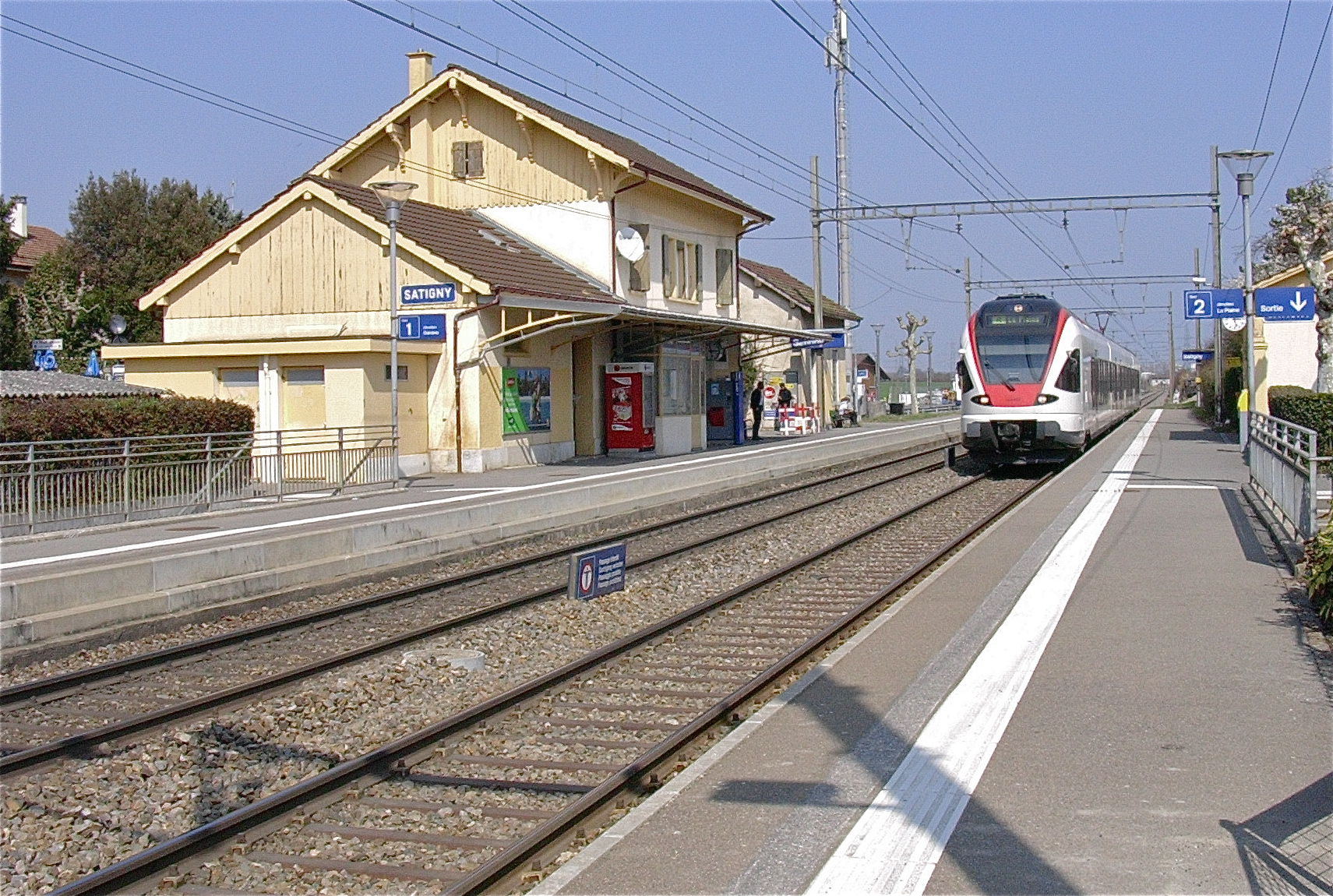
Gare de Satigny en 2012
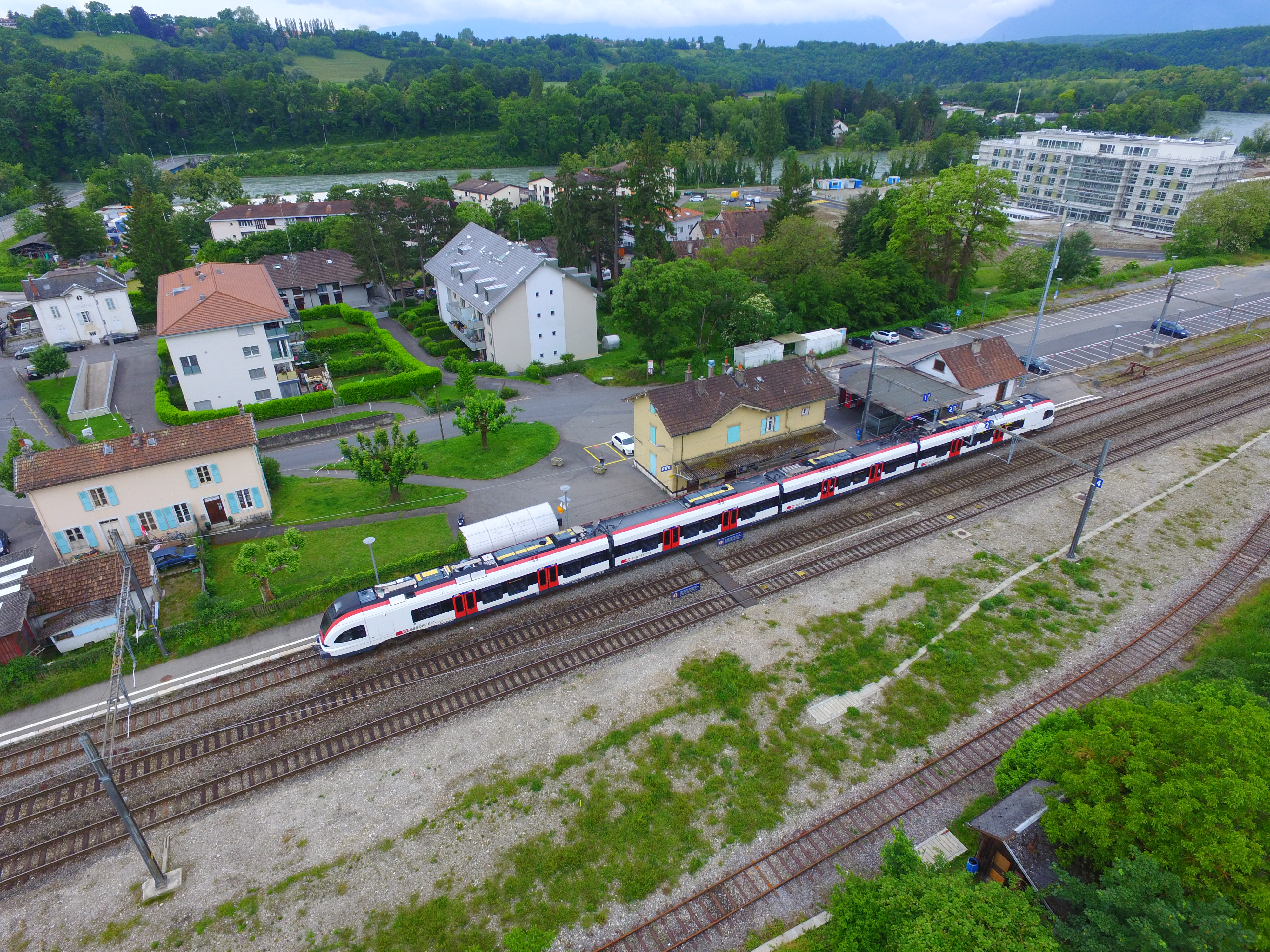
Gare de Russin en 2016
- Gare de La Plaine en 2016